# Platygyriella imbricatifolia
Platygyriella imbricatifolia là một loài Rêu trong họ Hypnaceae. Loài này được (R.S. Williams ex Cardot) Thér. miêu tả khoa học đầu tiên năm 1926.